# Sangen om Larsen
Sangen om Larsen er en dansk sang fra 1935, forfattet efter idé af Kjeld Abell med sangtekst af Sven Møller Kristensen og melodi af Herman D. Koppel og Bernhard Christensen. Den er skrevet til Kjeld Abells skuespil Melodien der blev væk fra samme år. 
Sangen består af otte vers og omhandler kontormanden Larsen, der har mistet sit livsmod og forhåbninger til det omgivende samfund. I de første fire vers præsenteres man for hovedpersonen og hans opvækst, mens de sidste fire omhandler hans manglende succes i livet og desillusionering. Alle vers afsluttes af linjen Det sku' vær' så godt og så' det faktisk skidt.

## Om sangen
I løbet af sin studietid i 1920'erne blev Kjeld Abells lyst til at gå nye teaterveje vakt gennem mødet med den modernistiske genre, ikke mindst pga. den tyske teaterlegende Max Reinhardt.
Abell betragtede Reinhardts teaterform som et opgør med det mere traditionelle naturalistiske teater, der ikke levnede plads til visuelle sansebombardementer og surrealistisk fantasi. Med skuespillet Melodien der blev væk og "Sangen om Larsen" blev rammerne for første gang udvidet for dansk scenekunst, samtidig med at Abell fremførte sin egen politiske dagsorden og kritiserede det traditionelle borgerskabs livsførelse og tankegang. Ikke mindst pga. de mange forliste menneskeskæbner under 1930'ernes økonomiske krise.

## Eksternt link
- "Sangen om Larsen" fremført af Kjeld Ingrisch, youtube.com